# 내셔널 디펜스 미니스트리 FC
내셔널 디펜스 미니스트리(សមាគមកីឡាបាល់ទាត់ ខ.ភ.ម)는 캄보디아의 축구단으로 현재 캄보디아 프리미어 리그에 참가하고 있다.

## 우승
- 훈센컵: 2010, 2016, 2018

## 선수 명단

### 현역
참고: FIFA 자격 규정에 따라 소속된 국가대표팀 국기를 표시합니다. 선수는 복수의 FIFA 비회원국 국적을 가지고 있을 수 있습니다.
| 번호 | 포지션 | 국적 | 이름            |
| ---- | ------ | ---- | --------------- |
| 8    | FW     |      | 미사와 테츠아키 |

| 번호 | 포지션 | 국적 | 이름 |
| ---- | ------ | ---- | ---- |

### 역대
틀:내셔널 디펜스 미니스트리 FC 선수 명단